# Galvanische Kopplung

Prinzipschaltung zweier Stromkreise (U_{1}, U_{2}) mit Kopplungsimpedanz Z

Eine galvanische Kopplung (auch Impedanzkopplung) ist eine Kopplung, bei der Ströme zweier Stromkreise über eine gemeinsame Impedanz Z fließen. Die Ströme verursachen jeweils einen Spannungsabfall an der Koppelimpedanz, der sich störend auswirken kann und daher unerwünscht ist. Diese gemeinsame Impedanz ist oft ein gemeinsamer Bezugsleiter, ein gemeinsamer Hinleiter oder auf Platinen die gemeinsam genutzte Masse verschiedener Stromkreise. Sie kann sowohl ein ohmscher, als auch ein induktiver oder kapazitiver Widerstand sein. Dieser Widerstand ist stark frequenzabhängig. Bei ohmschen Impedanzen steigt der Widerstand mit steigender Frequenz durch den Skineffekt. Die koppelnde Wirkung von Induktivitäten verstärkt sich ebenfalls mit steigender Frequenz, die von idealen Kapazitäten hingegen sinkt.
Für Verkopplungen über die Impedanz eines Kondensators ist der Begriff Impedanzkopplung besser geeignet als galvanische Kopplung.

## Anwendungsbeispiele

### Beispiel 1

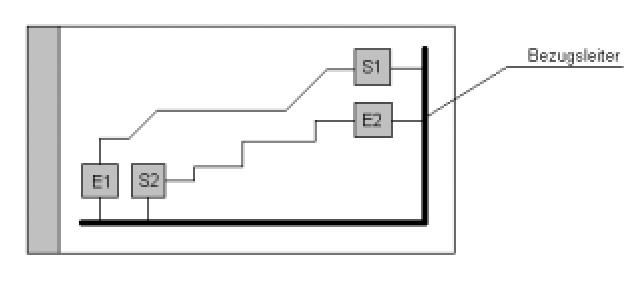
Unerwünschte galvanische Kopplung zwischen elektronischen Bauelementen durch die gemeinsame Masseleitung

Die Bauteile auf einer Platine sind wie im nebenstehenden Bild gezeigt angeordnet. Sender und Empfänger sind über Signalleitungen miteinander verbunden. Außerdem nutzen alle Bauteile den gleichen Bezugsleiter. Die Induktivität des Bezugsleiters beträgt 260 nH. S1 schaltet einen Strom von 20 mA in 10 ns. Der daraus resultierende Spannungsabfall am Bezugsleiter berechnet sich näherungsweise zu:
{\displaystyle U_{\text{B}}=L\cdot {\frac {\mathrm {d} i}{\mathrm {d} t}}=0{,}52\,\mathrm {V} }

### Beispiel 2
Typische Leitungen auf Leiterplatten haben im Allgemeinen einen Induktivitätsbelag von 1 µH/m. Das Schalten eines Laststromes führt zu einem Stromanstieg von 600 mA in 0,1 µs in der Leitung zur Last. Der induktive Spannungsabfall an der Leitung von 10 cm Länge auf der Leiterplatte berechnet sich dann näherungsweise zu:
{\displaystyle U_{\text{B}}=L\cdot {\frac {\mathrm {d} i}{\mathrm {d} t}}=0{,}6\,\mathrm {V} }

## Abhilfe
Um die galvanische Kopplung von Stromkreisen zu verhindern, führt man eine konsequente Potentialtrennung durch. Hierfür existieren verschiedene Strategien. Die Potentialtrennung lässt sich durch Relais, Transformatoren oder Optokoppler erreichen. Weiterhin ist auch eine galvanische Entkopplung durch Verwendung getrennter Leitungen und die Verbindung zweier oder mehrerer Maschen in nur einem Punkt, dem Sternpunkt, möglich. Lässt sich ein sternförmiges Bezugsleitersystem nicht anwenden, kann die Impedanzkopplung durch eine impedanzarme Ausführung der gemeinsamen Leiter verringert werden, das heißt möglichst große Querschnitte zur Verringerung des ohmschen Widerstandes sowie kurze Leitungslängen zur Verringerung der Leitungsinduktivität. Dazu werden Bezugsleiter flächig oder vermascht ausgeführt. Diese Entkopplungsmaßnahmen lassen trotzdem noch induktive und kapazitive Restkopplungen zu, die wiederum Störungen bewirken können.